# Jacques Chaban-Delmas
Jacques Delmas (7 tháng 3 năm 1915 – 10 tháng 11 năm 2000), thường được gọi thân mật là "Chaban" hay Jacques Chaban-Delmas là nhà cách mạng, chuẩn tướng và chính trị gia người Pháp. Ông từng là Thủ tướng Pháp giai đoạn 1969–1972.
Là một trong số "5 hậu sinh của chủ nghĩa de Gaulle" (cùng Michel Debré, Jacques Foccart, Roger Frey và Olivier Guichard), ông từng giữ chức thị trưởng thành phố Bordeaux (1947–1995) và nhiều chức vụ bộ trưởng khác nhau, cũng như nhiều lần làm chủ tịch Hạ viện Pháp trong khoảng từ 1958 tới 1988. Ông là người đứng đầu chính phủ của Tổng thống Georges Pompidou và khởi xướng nên giai đoạn cải cách "Xã hội mới" với nhiều cách tân mang hơi hướng trung dung và khuynh tả. Sau khi Pampidou qua đời tại nhiệm sở, ông được coi là ứng cử viên sáng giá nhất cho cuộc bầu cử Tổng thống năm 1974 nhưng lại bị loại ngay từ vòng 1 trước ứng cử viên tự do cánh hữu Valéry Giscard d'Estaing – người sau này đắc cử Tổng thống. Cú sốc chính trị này tạo nên khái niệm "chabanisation" (tạm dịch: "sự chaban hóa") trong từ điển tiếng Pháp, nhằm ám chỉ những chuyển biến xấu quá nhanh đối với một điều gì đó.